# أورماس روبا
أورماس روبا (بالإستونية: Urmas Rooba)‏ هو لاعب كرة قدم إستوني في مركز ظهير ‏، ولد في 8 يوليو 1978 في Roosna-Alliku Parish ‏ في إستونيا. شارك مع منتخب إستونيا لكرة القدم. أما مع النوادي، فقد لعب مع نادي توركو ونادي فايله ونادي فلورا ونادي كوبنهاغن ونادي ميتييلاند.

## وصلات خارجية
- أورماس روبا على موقع اتحاد إستونيا (الإنجليزية)
- أورماس روبا على موقع قاعدة بيانات كرة القدم.إي يو (الإنجليزية)
- أورماس روبا على موقع ناشيونال فوتبول تيمز (الإنجليزية)
- أورماس روبا على موقع Soccerway.com (الإنجليزية)
- أورماس روبا على موقع عالم كرة القدم.نت (الإنجليزية)